# Cuban Link
Cuban Link (* 1974 in Havanna; bürgerlich Felix Delgado) ist ein US-amerikanischer Rapper kubanischer Herkunft.

## Biografie
Delgado wurde 1974 in Havanna auf Kuba geboren und musste 1980 sein Heimatland verlassen, da sein Vater von Fidel Castro verbannt worden war. Er wuchs in der South Bronx in New York auf und wurde schnell in die lokale Hip-Hop-Szene involviert, die sich damals noch in ihren Kinderschuhen befand. Er schrieb Raptexte und gründete mit den lokalen Rappern Big Pun und Triple Seis eine Rap-Crew.
Schließlich kollaborierte das Trio mit Fat Joe und seiner Terror Squad. Zum ersten Mal war Cuban Link 1997 zusammen mit Big Pun auf dem Track Off the Books zu hören. Cuban Link war auch mit Fat Joe zu hören und auf dem Terror-Squad-Album vertreten. Man wurde auf Cuban Link aufmerksam und er bekam bald einen Plattenvertrag bei Atlantic Records. Als jedoch im Jahr 2000 Big Pun starb, fiel alles auseinander und der Deal mit Atlantic ging schließlich in die Brüche. Cuban Link wurde dann in einem New Yorker Nachtclub in eine Auseinandersetzung verwickelt und schwer im Gesicht verletzt.
Nachdem er sich erholt hatte, veröffentlichte Cuban Link 2005 auf dem Independent-Label MOB Records (Men of Business) sein umgearbeitetes Debüt, was eigentlich bereits bei Atlantic hätte erscheinen sollen. Es trägt den Titel Chain Reaction und featured Hip-Hop-Musiker wie R'n'B-Sängerin Mýa und New Yorker Rapper Jadakiss. Produzent von drei der Tracks auf dem Album ist Swizz Beatz.

## Diskografie
Alben
- 2000:  Flowers for the Dead (12") (Atlantic Records)
- 2005: Chain Reaction (CD) (Men of Business Records)

Singles
- 2004: Still Telling Lies

Gastbeiträge
- Must Be the Music (DJ Skribble’s Traffic Jams (CD))
- Off the Books (Stone Crazy (LP) sowie Hip Hop Forever By Kenny Dope (3-fach-CD))
- Bet Ya Man Can’t (Triz) (Don Cartagena (CD))
- On the Mic (II (CD))
- None Like You (Remix) (Inside of You (CD))
- Scandalous (Da Hitman presents Reggaeton Latino, Don Omar (CD))